# 長野県道499号相之島高山線
長野県道499号相之島高山線（ながのけんどう499ごう あいのしまたかやません）は、長野県須坂市と上高井郡高山村を結ぶ一般県道。

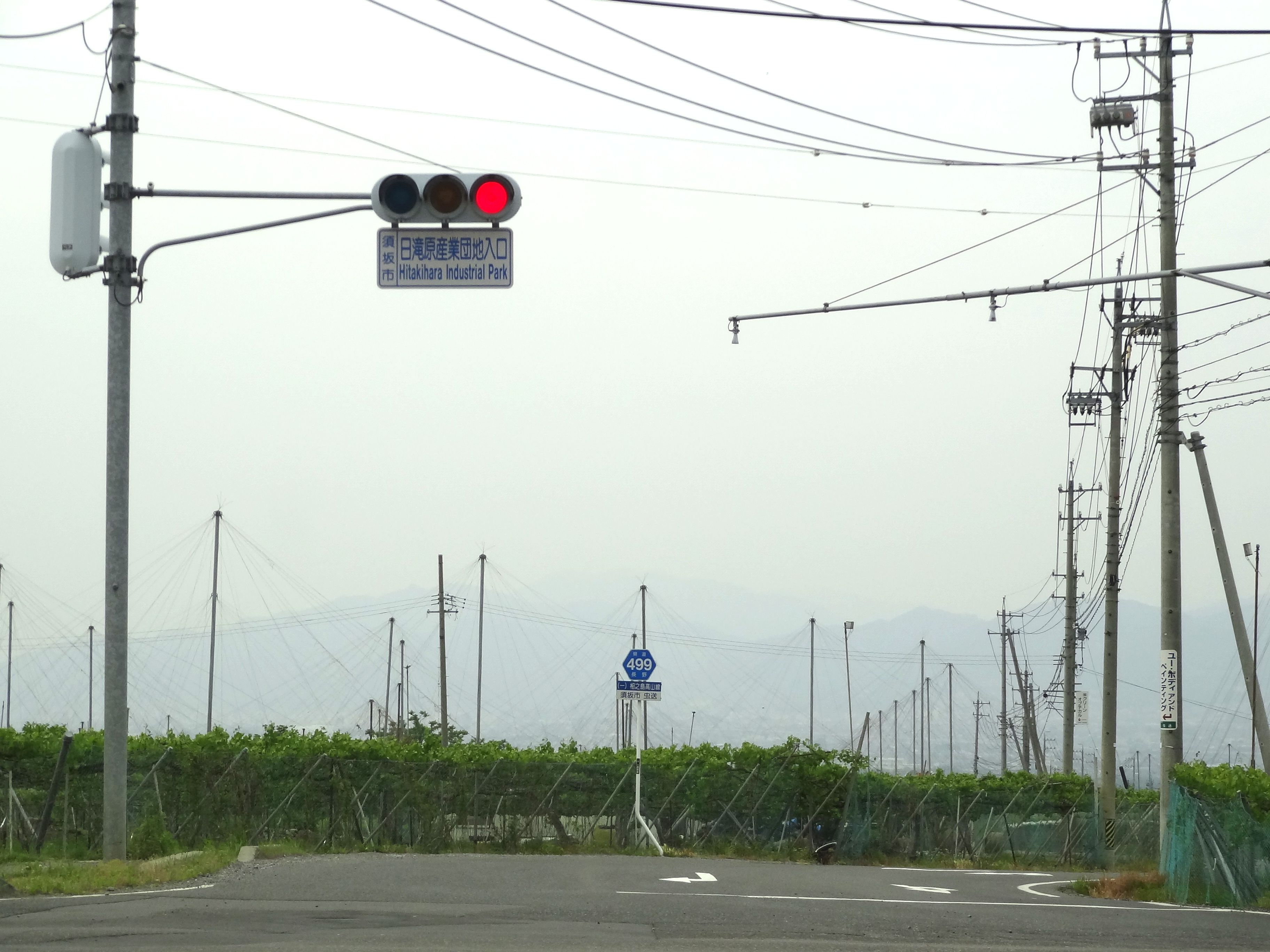
須坂市大字日滝付近

## 概要

### 路線データ
- 起点：須坂市小島（長野県道343号村山小布施停車場線交点）
- 終点：上高井郡高山村高井（長野県道54号須坂中野線交点）

## 通過する自治体
- 須坂市
- 上高井郡高山村

## 交差・接続する道路
- （須坂市小島付近 = 起点）
  - 長野県道343号村山小布施停車場線
- 新田町交差点（須坂市小河原）
  - 長野県道352号新田春木線
- 旭ヶ丘交差点（須坂市日滝）
  - 国道403号（谷街道）
- 日滝原産業団地入口交差点（須坂市日滝）
  - 須高広域農道（北信濃くだもの街道）
- （上高井郡高山村高井付近 = 終点）
  - 長野県道54号須坂中野線

## 周辺
- 北須坂駅
- 松川
- 高山村役場